# Prefectura del Guadalete
La prefectura del Guadalete —también conocida como prefectura de Jerez— fue una división administrativa vigente durante el reinado de José Bonaparte en España cuya capital era Jerez de la Frontera.

## Historia
La chancillería de la prefectura se encontraba en Sevilla, aunque por problemas de la guerra de la Independencia no llegó a ser operativa.

## Efectos
Durante esta etapa, Jerez sufrió la ocupación de iglesias y otros monumentos locales, perdiendo valiosos objetos artísticos que aún hoy no han sido devueltos.